# Kellogg School of Management

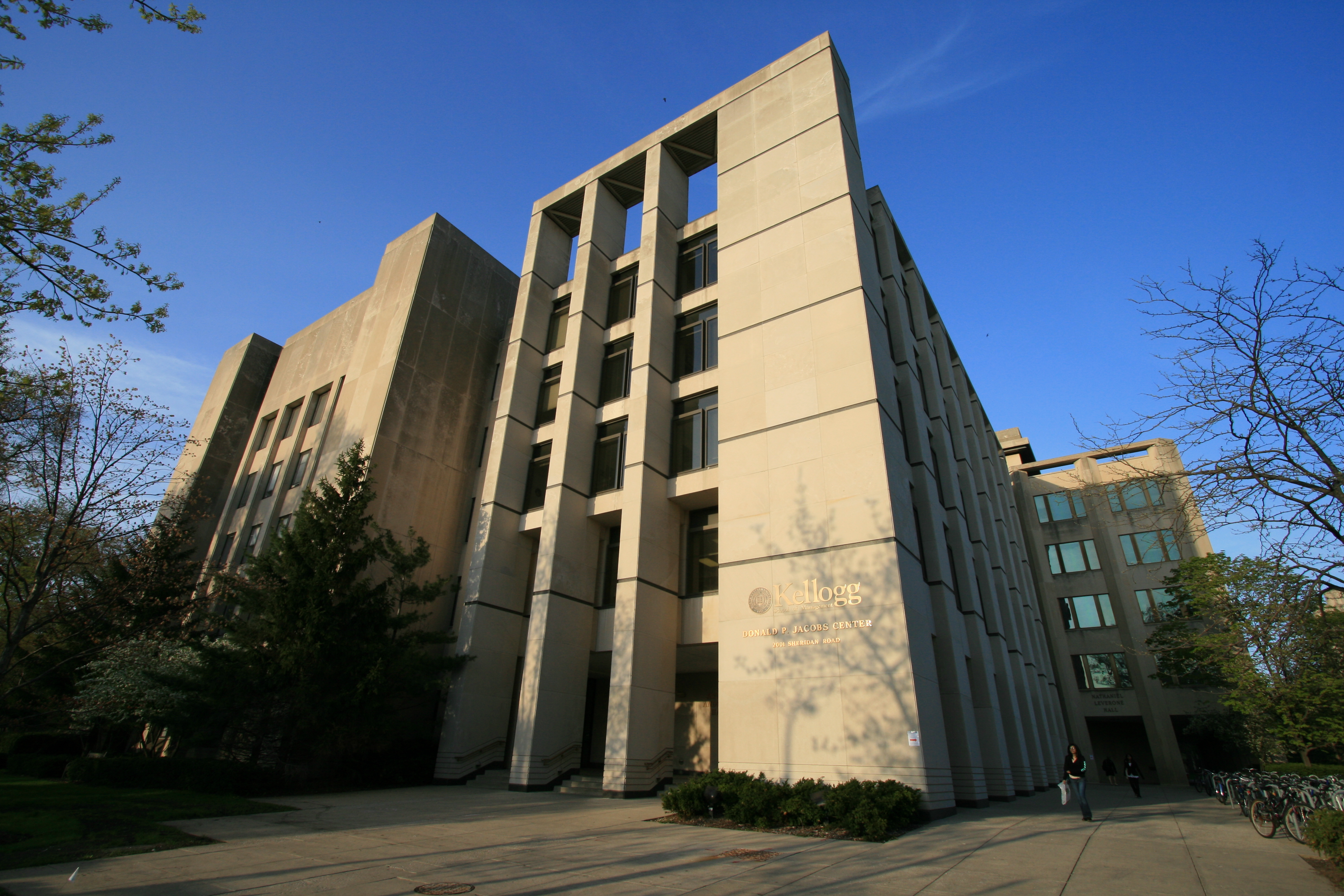
Jacobs Center auf dem Evanston Campus

Die Kellogg School of Management (kurz: The Kellogg School oder Kellogg) ist die Graduiertenschule für Management (Business School) der Northwestern University in Evanston, Illinois, mit weiteren Standorten im Zentrum von Chicago und in Miami. Sie wurde 1908 gegründet. Die Kellogg School bietet Managementausbildung als Vollzeit-, Teilzeit- und Manager-Programme an. Sie hat Partnerschaften mit Universitäten in China, Frankreich/Singapur, Indien, Hong Kong, Israel, Deutschland, Kanada und Thailand abgeschlossen.
Es können folgende Diplomabschlüsse absolviert werden: Master of Business Administration (MBA), Ph.D. und Master of Management and Manufacturing (MMM) sowie Doppelabschlüsse MBA + Master of Environmental Management (MEM) und JD-MBA.
Die Studiengebühr für internationale Studierende beträgt 201.120 US-Dollar (Stand 2018).

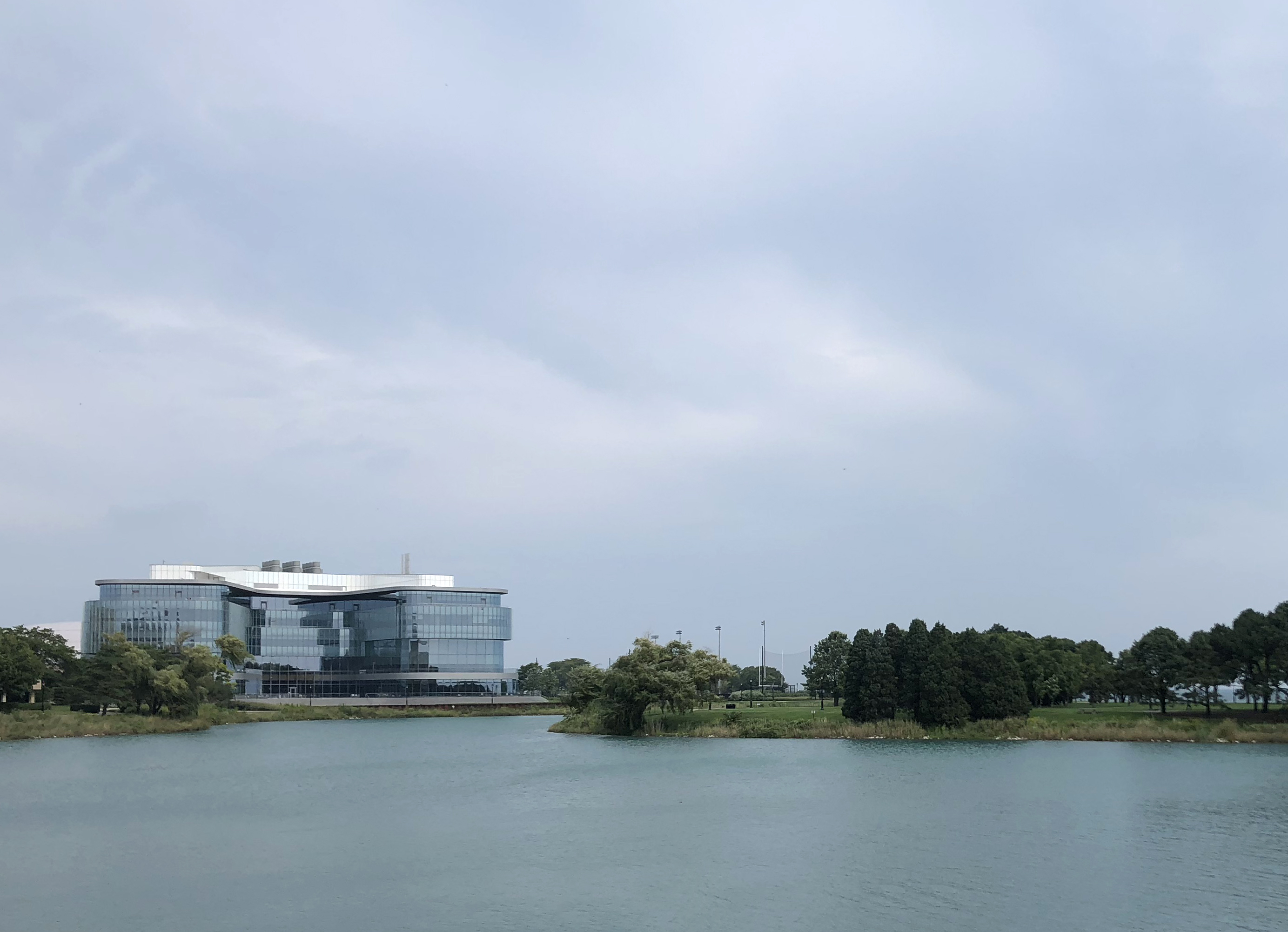
Der neue Global Hub auf dem Campus der Northwestern University ist seit 2017 Heimat der Kellogg School of Management.

## Geschichte
Die im Jahr 1908 ursprünglich als School of Commerce der Northwestern University gegründete Kellogg war eines der 16 Gründungsmitglieder der Association to Advance Collegiate Schools of Business, als der Organisation, die in den USA die Akkreditierungsstandards für Business Schools etabliert. Kellogg hat daher später eine wesentliche Rolle bei der Einführung des Graduate Management Admission Test gespielt. Mitglieder der Fakultät haben wesentliche Beiträge zu Gebieten wie Marketing und Entscheidungstheorie geleistet. So hat Walter Dill Scott, einer der Pioniere der angewandten Psychologie, im ersten Jahrzehnt des 20. Jahrhunderts geholfen, einige der frühesten Kurse in Marketing einzurichten.
Im Jahr 1919 wurde Ralph E. Heilman, ein Absolvent der Northwestern University, der in Harvard promoviert hatte, zum Dekan ernannt. Im darauffolgenden Jahr führte Kellogg ein Graduiertenprogramm ein, das zum Master of Business Administration-Abschluss führte und in den ersten beiden Jahren bereits fast 400 Studierende anzog.
1951 begann Kellogg, erste Weiterbildungskurse anzubieten. Der Erfolg des Angebotes führte schließlich zu seiner Übertragung nach Europa, wo seit 1965 ein ähnliches Programm in Bürgenstock, in der Schweiz angeboten wurde. 1976 baute Kellogg die Weiterbildungsangebote in Evanston aus, indem das Executive Management Program (EMP, heute als Executive MBA Program bekannt) eingeführt wurde. Eine entscheidende Weichenstellung war die Eröffnung des James L. Allen Center, an dem die Kellogg Weiterbildungsprogramme angesiedelt sind. Aus einer Vision des Dekans Donald P. Jacobs (Dekan von 1975 bis 2001; Fakultätsmitglied im Finance Department seit 1957) entstanden, konnte das Allen Center auf die Unterstützung bedeutender Manager aus dem Gebiet von Chicago, wie insbesondere James L. Allen, eines Kellogg Alumnus und Mitgründer des Beratungsunternehmens Booz Allen Hamilton, zählen. Nach Grundsteinlegung im Jahr 1978 eröffnete das des Allen Center am 31. Oktober 1979.
1956 wurde die Institution in School of Business umbenannt, 1969 dann in Graduate School of Management. Dies sollte auch die zunehmende Nachfrage nach Managern widerspiegeln, die eine sowohl auf analytische als auch auf verhaltensorientierte Fähigkeiten fokussierte Ausbildung erhalten haben. Die Ausbildung war zudem eher auf allgemeine Managementskills als auf eng begrenzte Einzelfähigkeiten ausgerichtet, wie dies noch bei vielen Business Schools im 20. Jahrhundert der Fall war. Letztlich ging es eher um die Erlangung der grundlegenden Fähigkeiten, die für die Einnahme von Führungsrollen sowohl im Unternehmen, als auch im öffentlichen oder non profit-Sektor erforderlich waren, als um klassische Managementfähigkeiten. Um diesem Wandel in der Zielrichtung der Ausbildung gerecht zu werden, ersetzte die School den MBA-Abschluss 1969 durch den MM (Master of Management). Erst nach drei Jahrzehnten ist Kellogg kürzlich wieder zum MBA zurückgekehrt.
1979 wurde die School nach einer 10 Millionen US-Dollar Spende von John L. Kellogg in J.L. Kellogg Graduate School of Management umbenannt. Die zusätzlichen Mittel ermöglichten es der School, ihre Forschungs- und Lehraktivitäten erheblich zu erweitern. Eingerichtet wurden drei Stiftungsprofessuren, zwei Zentren für interdisziplinäre Forschung, vier Forschungsprofessuren und ein großes studentisches „living-learning center“. Auch zuvor hatte die School die Forschungsausrichtung ihres Lehrkörpers wesentlich ausgebaut, beispielsweise indem im Jahr 1978 sechs zusätzliche Professuren und zwei spezielle Forschungsprofessuren eingerichtet worden waren. 2001 wurde der Name der School dann in Kellogg School of Management gekürzt, um die School besser als Marke vermarkten zu können.
Im Juni 2009 gab Kellogg bekannt, dass Dipak C. Jain nach acht Jahren sein Amt als Dekan niederlegen und sich wieder der Lehre widmen wolle. Am 1. September 2009 übernahm Sunil Chopra, der frühere Senior Associate Dean der Bereiche Curriculum and Teaching und IBM Distinguished Professor of Operations Management, die Rolle als Interims-Dekan während die Dekansfindungskommission mit der Suche nach dem Nachfolger Jains begann. Später im selben Jahr gab die Northwestern University Pläne bekannt, im nordöstlichen Bereich ihres Evanston Campus ein neues Gebäude für die Kellogg School zu errichten. Das neue Gebäude wird am Lake Michigan liegen und wird Lehrräume, Büros für die Lehrkräfte, Lernlandschaften und Mitarbeiterbüros enthalten. Die Fertigstellung des Gebäudes ist für Ende 2016 geplant.

## Bedeutung
Kellogg belegte im Jahr 2024 im Ranking des Wirtschaftsmagazins Fortune den 3. Platz. Im Jahr 2024 wurde es im weltweiten Ranking der Financial Times auf dem 6. Rang geführt.
Als Joint Venture mit der Wharton School der University of Pennsylvania und der thailändischen Chulalongkorn-Universität gründete sie das Sasin Graduate Institute of Business Administration in Bangkok, das einen englischsprachigen MBA-Studiengang anbietet.
Im September 2014 gab Kellogg eine „inspiring growth“ betitelte neue Strategie bekannt, die insbesondere einen Ausbau der Finanzierungsgrundlage, ein neues Gebäude, einen Ausbau der Marke Kellogg, ein völlig neues Management Team und eine radikale Reorganisation der Lehrenden innerhalb von vier Jahren beinhaltet.